# Supercoppa del Portogallo 2018 (hockey su pista)
La Supercoppa del Portogallo 2018 è stata la 36ª edizione dell'omonima competizione portoghese di hockey su pista. Il torneo ha avuto luogo il 7 ottobre 2018. 
A conquistare il trofeo è stato il Porto al ventiduesimo successo nella sua storia.

## Squadre partecipanti
| Club        | Qualificazione                       | Partecipazioni precedenti (il grassetto indica la vittoria)                                                                                                |
| ----------- | ------------------------------------ | --- |
| Sporting CP | Detentore della 1ª Divisão           | 1982, 1984, 1988, 1990, 1995, 2015 |
| Porto       | Detentore della Coppa del Portogallo | 1983, 1984, 1985, 1986, 1987, 1988, 1989, 1990, 1991, 1996, 1998, 1999, 2000, 2002, 2003, 2004, 2005, 2006, 2007, 2008, 2009, 2010, 2011, 2013, 2016, 2017 |

## Risultati
| Squadra 1   | Risultato | Squadra 2 |
| ----------- | --------- | --------- |
| Sporting CP | 1 - 4     | Porto     |

| Mealhada 7 ottobre 2018 Finale | Sporting CP | 1 – 4 | Porto |  |